# Selgovae

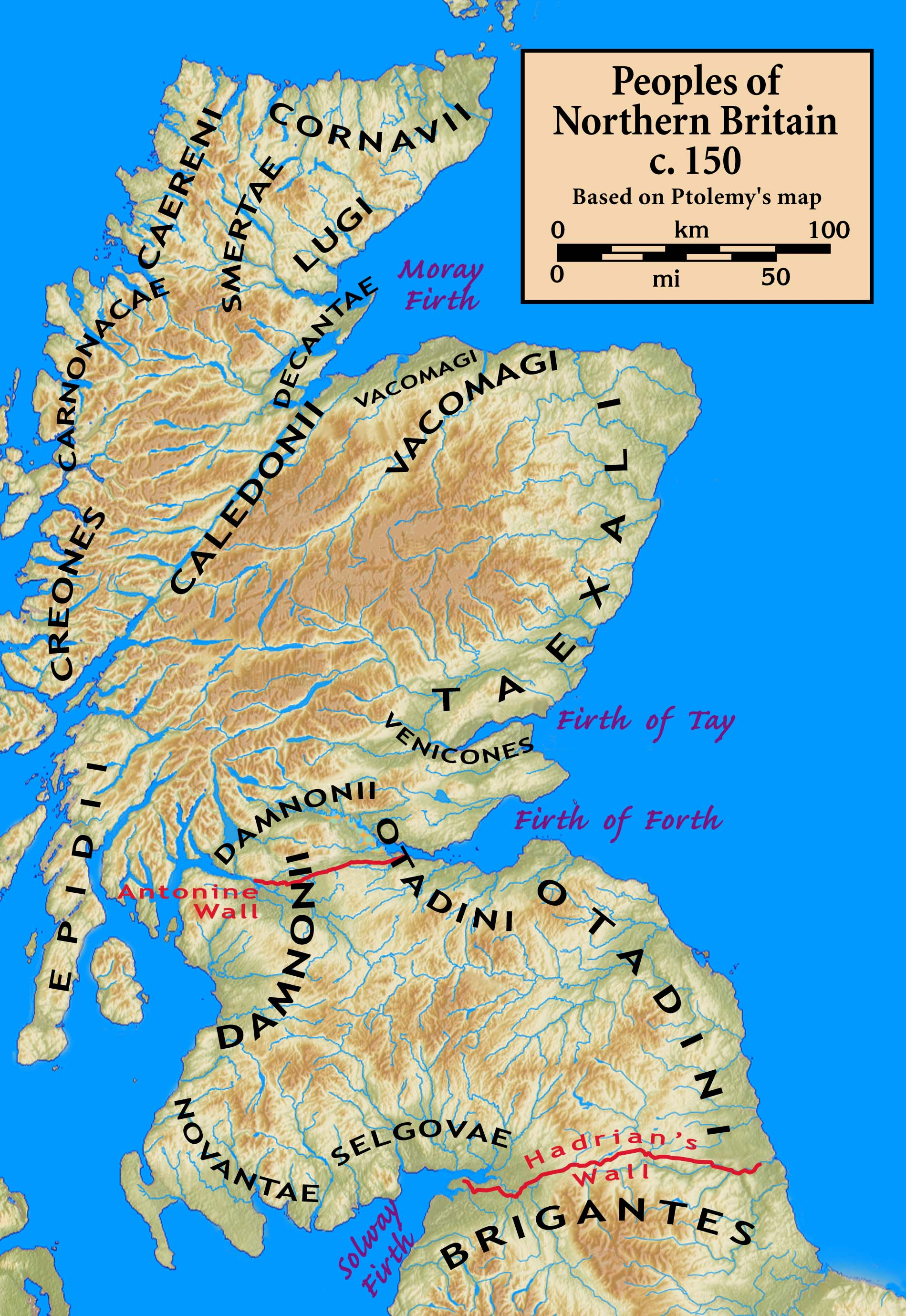
Mapa de ubicación del pueblo Selgovae.

Los Selgovae eran un pueblo del sudoeste de Escocia, vecinos de los Novantae. Habitaban al norte del Muro de Adriano, en la actual Galloway, en la península Novantae. Probablemente eran una tribu celta pero muy influida por los Pictos. El nombre significaría "los cazadores" (del irlandés selg, cazador).

## Historia
Hay una referencia de Claudio Ptolomeo en su Geografía y en su Mapa de Britania. Menciona cuatro asentamientos Carbantorigum, Uxellum, Corda y Trimontium posiblemente en las actuales Moat of Urr, Wardlaw Hill, Sanquhar y Newstead respectivamente. Trimontium, su capital, es el nombre dado por los romanos y significa "Tres montañas", haciendo referencia a las Eildon Hills.
Cuando en el año 69 d. C., aprovechando el caos de Roma en el llamado Año de los cuatro emperadores, el líder de los Brigantes Venutius se alzó nuevamente en armas, lo hizo con apoyo de tropas de los Carvetii, de los Novantae y los Selgovae. Roma sólo pudo enviar tropas auxiliares, las que no bastaron para impedir la ocupación del país pero al menos pudieron rescatar a la reina de los Brigantes, Cartimandua.
En la ofensiva que llevó a cabo Gnaeus Julius Agrícola durante el año 80 d. C. sobre Caledonia, que culminó con la victoria en la Batalla de Monte Graupio, se fundaron campamentos fortificados en su territorio, principalmente en Trimontium, donde se establecieron tropas de la Legio XX Valeria Vitrix.
Tras la retirada de los romanos, en el siglo VI surgió en el territorio el reino de Rheged.